# Sant Esteve Sesrovires
Sant Esteve Sesrovires – gmina w Hiszpanii, w prowincji Barcelona, w Katalonii, o powierzchni 18,47 km². W 2011 roku gmina liczyła 7510 mieszkańców. Leży na lewym brzegu rzeki Anoia i jest obsługiwany przez linię kolejową FGC R6 z Barcelony i Martorell do Igualada oraz drogą z Martorell do Capellades.
W gminie urodziła się i wychowała piosenkarka i aktorka Rosalía.